# NGC 5387
NGC 5387 (również PGC 49724 lub UGC 8891) – galaktyka spiralna (Sbc), znajdująca się w gwiazdozbiorze Panny. Odkrył ją Albert Marth 8 maja 1864 roku.